# Двенадцать аятан
Двенадцать аятан (санскр. आयतन, IAST: āyatana) — классификация дхарм по опорам (базам) для сознания путём разделения дхарм на воспринимающие способности и их объекты.
Васубандху даёт следующее определение аятан: «Источник сознания (аятана) означает входная дверь — для сознания и психических явлений. Согласно определению, источники сознания суть то, что вызывает появление дхарм сознания и психики и их развертывание» (перевод В. И. Рудого).
Шести внутренним опорам (адхьятма-аятана) соответствует шесть внешних (бахъя-аятана).
Шесть внутренних опор представляют собой органы (силы) восприятия:
1. Орган зрения — чакшур-индрия-аятана (IAST: cakṣur-indriya-āyatana);
2. Орган слуха — шротра-индрия-аятана (IAST: šrotra-indriya-āyatana);
3. Орган обоняния — гхрана-индрия-аятана (IAST: ghrāṇa-indriya-āyatana);
4. Орган вкуса — джихва-индрия-аятана (IAST: jihvā-indriya-āyatana);
5. Орган осязания — кая-индрия-аятана (IAST: kāya-indriya-āyatana);
6. Мыслительные способности, сознание — мано-индрия-аятана (IAST: mano-indriya-āyatana).

Шесть внешних опор соотносятся с типами объектов восприятия:
1. Видимое (цвет и форма) — рупа-аятана (IAST: rūpa-āyatana);
2. Слышимое (звук) — шабда-аятана (IAST: šabda-āyatana);
3. Обоняемое (запах) — гандха-аятана (IAST: gandha-āyatana);
4. Вкушаемое (вкус) — раса-аятана (IAST: rasa-āyatana);
5. Осязаемое — спраштавья-аятана (IAST: spraṣtavya-āyatana);
6. Нечувственные объекты — дхарма-аятана (IAST: dharma-āyatana).